# Maceral

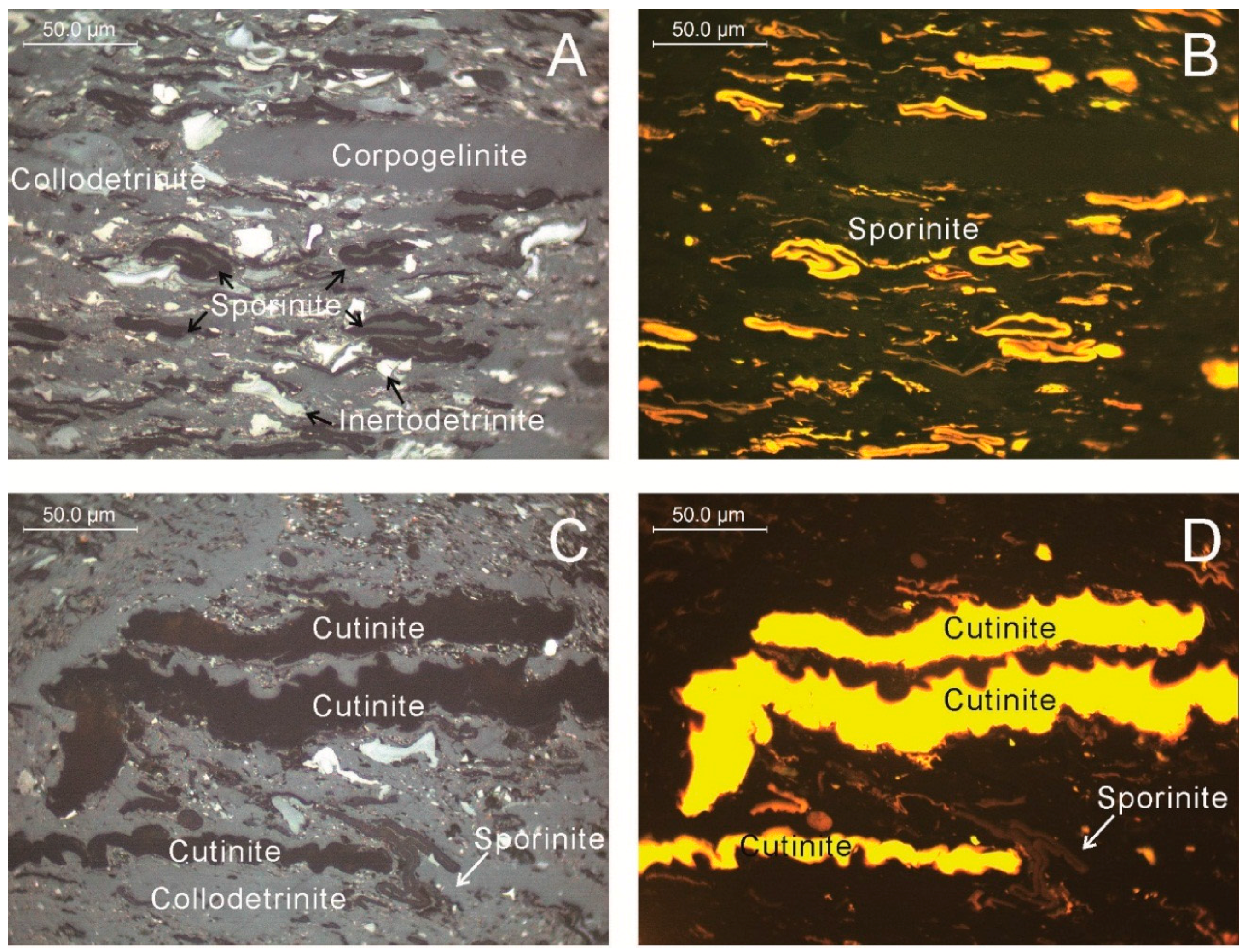
Imágenes microscópicas de una hulla del Pérmico Inferior de China, a la izquierda bajo luz blanca reflejada, a la derecha fluorescencia.

Maceral es el nombre que se le da a los constituyentes órganicos individuales y discernibles bajo microscopio del carbón. Se les puede considerar análogos de los minerales de las rocas inorgánicas. Cada tipo de maceral posee características químicas y órganicas propias. El término maceral fue usado por primera vez en 1935.

## Tipos
Dependiendo de la composición química y las propiedades ópticas, los macerales pueden dividirse en tres grupos:
- Vitrinita. También se designa como huminita/vitrinita.
- Liptinita.
- Inertinita.